# 礼炮2号
礼炮2号(俄語：Салют-2)，編號OPS-1， 苏联太空站，為金刚石计划的一部份，但對外宣稱屬於礼炮计划。该空间站于1973年发射升空. 是苏联发射升空的第一艘金刚石军事空间站. 在发射升空两周内，空间站因为失去高控制以及发生减压而被遗弃. 于1973年5月28日返回，飞行期间没有宇航员造访.

## 飞船
礼炮2号是一艘金刚石军用空间站.
它被设计为礼炮计划的一部分，为的是隐藏两个独立的空间站计划的存在。
礼炮2号长14.55米, 直径4.15米, 内部可居住的空间为90立方米. 发射质量为18950千克.尾端有一个对接口可以让联盟号飞船向空间站运送宇航员. 安装在空间站尾部对接口附近的两片太阳能电池阵列 用于向空间站提供电力, 总共可以产生3120瓦特的电力.空间站安装有32台姿态控制推进器, 以及两台用于轨道机动的RD-0225发动机, 每台都可以产生3.9千牛的推力.

## 发射
礼炮2号从拜科努尔航天发射场发射台 81/23发射，发射时空间站被安装在一部三级质子-K火箭顶部，火箭序列号为283-01.，发射时间为1973年4月3日 09:00:00 UTC,火箭成功地将礼炮2号送到了近地轨道.入轨后, 礼炮2号被分派了国际卫星标识符1973-017A, 而 北美防空司令部将其编入卫星目录编号06398.质子-K火箭的第三级 与礼炮2号一起入轨. 在4月4日，进入了238千米轨道, 轨道倾角为51.4度.

## 失败
在发射后的第三天，质子火箭失效的第三级发生爆炸。 任务的第13天, 礼炮2号开始减压, 而且姿态控制系统失灵。事故调查逐步确定为一条燃料管线失火，将空间站烧出了一个洞。后查明事故是由于火箭第三级的一个碎片撞击空间站造成。
在空间站失效时，有多块碎片从空间站上脱离, 其中就包括空间站的两块阳能电池板, 使其不能继续产生电力.空间站的3块碎片于1973年5月13号脱离轨道.空间站剩余的部分在1973年5月28日在太平洋上空再入大气层。